# Jon Istad
Jon Istad, né le 29 juillet 1937 et mort le 17 mai 2012, est un biathlète norvégien. Son fils Sverre est aussi biathlète.
Il remporte le titre mondial de l'individuel en 1966.

## Biographie
Jon Istad est actif lors des années 1960, remportant sa première médaille aux Championnats du monde en 1962, celle de bronze sur le relais. En 1966, il devient champion de l'individuel à Garmisch-Partenkirchen, puis gagne la médaille de bronze dans cette épreuve l'année suivante.
Aux Jeux olympiques d'hiver de 1968, il obtient la médaille d'argent sur le relais, discipline dans laquelle il détient les trois derniers titres de champion du monde.
Sa nièce Gro Marit Istad Kristiansen est une biathlète active dans les années 2000.

## Palmarès

### Jeux olympiques
- Jeux olympiques d'hiver de 1968 à Grenoble :
  -  Médaille d'argent en relais.

### Championnats du monde
- Mondiaux 1962 à Hämeenlinna :
  -  Médaille de bronze en relais.
- Mondiaux 1963 à Seefeld :
  -  Médaille de bronze en relais.
- Mondiaux 1965 à Elverum :
  -  Médaille d'or en relais.
- Mondiaux 1966 à Garmisch-Partenkirchen :
  -  Médaille d'or sur le relais et l'individuel.
- Mondiaux 1967 à Altenberg :
  -  Médaille d'or en relais.
  -  Médaille de bronze à l'individuel.
- Mondiaux 1969 à Zakopane :
  -  Médaille d'argent en relais.